# 大肚王國
大肚王國（未知—1732年）是一個史前時期在臺灣中部由臺灣原住民巴布拉族、巴布薩族、巴則海族、阿立昆族、羅亞族建立的多部落酋邦。「米達赫」（荷蘭語：Middag，荷蘭語發音：[ˈmɪdɑx] ⓘ）是荷蘭東印度公司职员大衛·賴特（David Wright）定義的一個擁有特殊政治地位的郡省地域，他稱呼統治者為「米達赫王」（Keizer van Middag），在官方的熱蘭遮城日誌中尊稱該統治者為「君主」（vorst），《巴達維亞城日記》則是稱「番仔王」（Quataongh）。
在鼎盛時期的領域範圍南端約到鹿港，在大肚溪上中下游的流域。荷蘭時期的領域範圍主要在今天的臺中市，以及彰化縣北部和南投縣的一部分，其性質推測可能為一鬆散的部落聯盟，因為其政體無文字證據證明具有組織和有效率的統治形式。

## 統治者
大肚王有文獻記載且較能考證的君主（中晝之王）有兩位，分別是甘仔轄·阿拉米和甘仔轄·馬祿。漢人稱大肚王為，學者翁佳音推測可能係台語番仔王 (Hoan-á-ông)的轉訛。荷語稱其為中晝之王，臺灣原住民則稱之為Lelien。歷任大肚王皆以「甘仔轄氏」為統治者之姓氏，而甘仔轄也是拍瀑拉語的別稱。甘仔轄·阿拉米於1648年駕崩後，其外甥甘仔轄·馬祿繼任大肚王。馬祿繼位後，由於尚年輕，所以與荷蘭東印度公司交涉時，大部份都由其繼父塔拉荷持籐杖出席集會，且因當時大肚社係傾向以女性核心來維持家系，當地實權在馬祿的外祖母手中。

## 統治性質與內涵
有學者認為，荷蘭文獻中的大肚王之「王」與 kingship概念不一定相同。
1722年（康熙六十一年），出任巡臺御史的黃叔璥在他的《臺海使槎錄》一書中，有這樣的記載：「大肚山形，遠望如百雉高城，昔有番長名大眉。」說明17世紀臺灣中部確實有一個「番長」存在，而其可能是跨部落的。
「王」的角色，是在祭典儀式中扮演對眾人祈福的角色，社眾對「王」呈貢獵物。「王權」的內涵，包括對轄下之社發生紛爭時擔任仲裁，並提供實質庇護的能力。此一屬巴布拉族的「王」，轄下統治19或20社，包含巴布拉、巴宰、巴布薩、阿立昆、羅亞等不同族群；依據蘇格蘭人大衛·賴特（David Wright）的記載，大肚王國最強盛的時候曾統治27個部落，只是後來有9至10部落獨立:82。「王」所屬的大肚南社傾向以女性為核心來維持家系；王外出時的儀式性權力展現並不明顯，只有一、二名隨從跟隨，也沒有定奪屬民生死的權利。
「大肚王」透過流域體系建立的政治主權，具有地理環境相對穩定、握有河口區位等地理因素的基礎，利於在當時的背景下，透過流域體系建立跨語族的統治；然後，「王」的統治內涵，再透過諸如控制首獲獵物權、仲裁屬民世俗紛爭、提供部份實質庇護，與扮演祭儀中的象徵性角色等含括經濟、政治、軍事與意識型態上的實踐，形塑出以「王」為統治範圍──以河口一帶為權力核心、流域體系為空間網絡的區域輪廓。

## 歷史

### 大航海時代
荷蘭東印度公司於1624年起殖民臺灣之後，於1638年獲海盜情報，知在中部馬芝遴地區（彰化縣福興鄉與鹿港鎮一帶）計22社，其中大甲溪以南的18社是由一位叫甘仔轄·阿拉米（Kamachat Aslamie）的領袖所統轄，但荷蘭人起初未派兵征服。
大衛·賴特（David Wright）是17世紀40年代居住在臺灣的荷蘭東印度公司 蘇格蘭代理人，他將米達格列入11個平原地區的“郡或省”。然而，在具官方色彩的熱蘭遮城日誌中，荷蘭人稱呼大肚地區的統治者與瑯嶠地區都是「君主」（荷蘭語：vorst，地位次於國王），且瑯嶠君主相比大肚君主的威勢更大。
到了1642年8月，荷蘭人征服北臺灣西班牙人後，將其目標轉為征服西部平原的原住民，以連通臺灣南北的道路。直到1644年，荷蘭上尉Piter Boon才正式率兵遠征北臺灣未臣服的原住民，戰勝後南下打通陸路:74，因為遭遇巴布拉族的強烈反擊而未成功。翌年Piter Boon再度進攻，摧毀了13座反荷部落:78，Kamachat Aslamie只得接受范布鍊（Simon van Breen/1643-1647）牧師的協調。
1645年4月荷蘭人召開南部的地方會議，Kamachat Aslamie跟荷蘭東印度公司訂定條約，表示臣服，內容與瑯嶠君主與荷蘭人簽訂的瑯嶠條約內容類同，喪失不少權力。不過直到1662年荷蘭人離開臺灣為止，大肚王國都維持半獨立狀態。大肚王國不肯接受基督教，只讓歐洲人通過領土而不准他們定居，也無荷語的翻譯員。
大肚王國在1645年左右所統轄的範圍主要是大肚溪流域，大約是大甲溪南岸至舊濁水溪以北流域，是跨部落的統治或聯盟關係。

### 明鄭時期
大肚王國對於後來的明鄭時期鄭氏政權亦對抗之。1661年鄭成功領兵渡海攻打荷蘭東印度公司軍隊，取得台湾統治權，大肚王國頑強抵抗鄭軍，導致鄭成功等人認為他們受到荷蘭的煽動。由於鄭軍當時尚未攻下安平，就已缺糧，因此下令往北屯墾，就地取糧或種植，因此與大肚王國諸社發生激烈衝突，此次衝突，鄭軍將領楊祖陣亡，一鎮之兵（約五百人）「無一生還者」。後來鄭軍再派出將領黃安，以埋伏之計襲殺大肚社頭目。
鄭成功趕走荷蘭人之後，為了反清之需要，實施「兵農合一」政策，派遣鄭軍分赴各地屯墾，侵害到原住民族的活動空間，導致鄭氏政權和大肚王國數次武裝衝突。
其中1670年大肚王國轄下的沙轆社抵抗鄭氏侵略，遭鄭氏政權將領劉國軒強力進攻，屠殺至僅剩六人，幾乎滅族，史稱沙轆社之役。

### 清治時期
1731年（雍正九年），清朝官吏對原住民指派勞役過多，引起原住民群起反抗，發生大甲西社番亂（大甲西社抗清事件），清軍利用岸裡社「以番制番」，翌年被鎮壓下來，大肚王國翌年亦告瓦解。

## 歷史年表
起始年代見註釋1。
- 1624年：荷蘭東印度公司登陸臺灣。
- 1638年：荷人獲海盜情報，得知大肚王國的存在。
- 1640年代：大衛·賴特記載：米達赫區的領土為大肚王（Keizer van Middag）所轄有。
- 1644年：荷人進攻臺灣北部的凱達格蘭族，事成後南下進攻大肚王國，失敗。
- 1645年：荷人再度進攻，毀13部落，國王與荷蘭東印度公司簽約，依約定要參加地方會議，同年牛罵社、沙轆社與斗尾龍岸社獨立，勢力開始衰退。
- 1648年：大肚王甘仔轄·阿拉米逝世，由其外甥甘仔轄·馬祿獲選為繼任人選。
- 1650年代：約翰史楚斯（英语：John Struys）遊記：「福爾摩沙是個非常富庶之島……最富庶的地方現由大肚王所統轄」。
- 1654年：甘仔轄·馬祿和繼父特羅噶（Terroge）一同出席集會領受籐杖。
- 1661年：明鄭軍隊登陸後與大肚王國發生武裝衝突，鄭軍將領高凌戰死；鄭成功令楊祖征之，又被殺；鄭成功派黃安、陳瑞進攻，誘殺大肚將領阿德狗讓，戰火遍及大肚王國諸社。
- 1662年：明鄭政權擊敗荷蘭並佔領臺灣南部。
- 1664年：鄭經派劉國軒到半線屯田。
- 1670年：鄭經、劉國軒舉兵征服大肚王國，進攻大肚、沙轆、斗尾龍岸等社並屠殺原住民，戰勝的明鄭得以吞併大肚臺地以西、神岡等地。大肚王國大部解體。
- 1683年：清朝征臺並擊潰明鄭海軍，明鄭數月後後投降。
- 1731年：大甲西社抗清事件爆發。
- 1732年：負責征伐大甲西社的福建分巡臺灣道倪象愷的劉姓表親為求立功，將大肚社（在今臺中市大肚區）五名前來幫助官府運糧的「良番」（歸順的原住民）斬首引發不滿，大肚王國集結大肚社與十餘社原住民圍攻彰化，清朝派臺灣鎮總兵王郡以及岸裡社的部分原住民征伐，大肚社等社兵敗投降，大肚王國完全瓦解。[來源請求]
- 1823年：中部平埔族因生活困難而大舉遷往埔里。

## 轄下部落
| 原文名           | 中文名              | 位置                                          | 族群           |
| ---------------- | ------------------- | --------------------------------------------- | -------------- |
| Darida Suyt      | 大肚南社            | 臺中市大肚區社腳庄一帶                        | 巴布拉族:57-59 |
| Darida Babat     | 大肚中社            | 臺中市大肚區山仔腳、頂街一帶                  | 巴布拉族:57-59 |
| Darida Amicien   | 大肚北社            | 臺中市大肚區山仔腳、頂街一帶                  | 巴布拉族:57-59 |
| Bodor            | 水裡社              | 臺中市龍井區龍目井一帶                        | 巴布拉族:57-59 |
| Salagh           | 沙轆社              | 臺中市沙鹿區一帶                              | 巴布拉族:57-59 |
| Gomagh           | 牛罵社              | 臺中市清水區一帶                              | 巴布拉族:57-59 |
| Babosacq         | 貓霧捒社            | 臺中市南屯區一帶                              | 巴布拉族:57-59 |
| Aboan Tarranogan | 斗尾龍岸            | 苗栗縣三義、卓蘭與 臺中市外埔、后里、東勢一帶 | 泰雅族或巴宰族 |
|                  | 岸裡社              | 臺中市神岡區大社、社南、岸裡一帶              | 巴宰族         |
| Aboan Auran      | 烏牛欄社            | 臺中市豐原區豐田里一帶                        | 巴宰族         |
| Aboan Balis      | 麻裡蘭社(阿里史社?) | 臺中市豐原區社皮里一帶                        | 巴宰族         |
| Aboan Poali      | 樸仔籬社            | 臺中市豐原區朴子里一帶                        | 巴宰族         |
| Asock            | 阿束社              | 彰化縣和美鎮、伸港鄉一帶                      | 巴布薩族       |
| Baberiangh       | 半線、柴坑仔社      | 彰化縣彰化市一帶                              | 巴布薩族       |
| Kakar Baroch     | 貓羅社              | 彰化縣芬園鄉舊社村一帶                        | 阿立昆族       |
| Kakar Sakaly     |                     | 彰化縣芬園鄉茄荖一帶                          | 阿立昆族       |
| Kakar Tachabou   |                     | 1648年併入大武郡社                            | 阿立昆族       |
| Tausa Mato       | 北投社              | 南投縣草屯鎮一帶                              | 阿立昆族       |
| Tausa Talakey    | 南投社              | 南投縣南投市一帶                              | 阿立昆族       |
| Tausa Bata       |                     | 南投縣名間鄉萬丹番仔寮                        | 阿立昆族       |
| Tavocol          | 大武郡社            | 彰化縣社頭鄉一帶                              | 阿立昆族       |

## 相關作品
- 文化研究
  - 伊能嘉矩《臺灣文化誌》
- 中文小說
  - 徐毅振《敦仔腳下大肚山夕暮》
  - 許瑞芳《大肚王傳奇》
  - 趙慧琳《大肚城、歸來》
  - 張秋鳳《大肚王國的故事》
  - 莫凡、蔡達源《大肚王：甘仔轄.阿拉米》
  - 臺中一中 何冠威《鹿與白晝》（「第二屆全國高中職奇幻文學獎」首獎）

## 外部連結
- 大肚番王傳奇 中央研究院平埔文化資訊網
- 中部平埔族群青年聯盟 （页面存档备份，存于） 中部平埔族群青年聯盟

- 台南「吉貝耍」之《台灣大明史．明代王國．建文王朝》 （页面存档备份，存于），2016-01-18